# Aer Arann
Aer Arann fue una aerolínea regional con sede en Dublín, Irlanda, Aer Arann realizaba vuelos regulares desde Irlanda y la Isla de Man al Reino Unido, el Irlanda del Norte y Francia, con una flota de diez aeronaves. Aer Arann creció hasta convertirse en la tercera aerolínea más grande de Irlanda en cuanto a flota se refiere solo por detrás de Ryanair y Aer Lingus. La aerolínea contaba con tres bases de operaciones, y vuela a veinticinco destinos. Dublín y Cork eran las principales bases de operaciones, seguidas muy de cerca por la base de Shannon cuyos vuelos se realizan bajo la denominación Aer Lingus Regional.
El 19 de marzo de 2014, Aer Arann anunció que iba a cambiar su nombre corporativo a Stobart Air a finales de 2014. 

## Historia
Aer Arann fue fundada en 1970 para proporcionar un servicio aéreo interinsular entre Galway y las Islas Aran próximas a la costa oeste de Irlanda. Las operaciones, usando únicamente un Britten-Norman Islander, comenzaron en agosto de 1970. Este servicio fue entonces trasladado al Aeropuerto de Connemara, que estaba mucho más próximo y operaba como "Aer Arann Islands". En 2010 todavía continúa usando los aviones Islander.
El punto de inflexión de la aerolínea se produjo en 1994 cuando Pádraig Ó Céidigh adquirió la aerolínea. Ó Céidigh comenzó de inmediato a ampliar las rutas y flota de la aerolínea, inaugurando vuelos regulares en 1998. También en 1998, el gobierno premió a la aerolínea con una ruta de Servicio Público de Interés entre Donegal y Dublín seguido de la ruta entre Sligo y Dublín.
En 2002, se introdujeron los vuelos entre el Reino Unido y Jersey, con inauguración posterior de vuelos a Lorient y Nantes en la Bretaña francesa en 2004.
En 2007, Aer Arann obtuvo unos beneficios de cien millones de euros y un número de pasajeros superior a 1,15 millones.
En 2008, Aer Arann alcanzó un acuerdo de franquicia con Nex Aviation e introdujo vuelos a Ámsterdam, Burdeos, Málaga y Faro, utilizando aviones BAe-146 durante los meses de verano. El servicio a Ámsterdam, que estaba operado por un ATR 72-500, concluyó el 14 de enero de 2009.
En octubre de 2008, la aerolínea anunció la implementación de un programa de recorte de costes, debido al descenso del tráfico de pasajeros, que supondrá una mayor implicación en vuelos chárter y alquiler de tripulantes y aeronaves a otras aerolíneas. La aerolínea dijo que serían necesarios cien empleados menos, sin embargo, este punto fue más tarde revisado y reducido a setenta empleos, lo que venía a representar un 20% de reducción de plantilla. Las principales rutas de la aerolínea han permanecido inalteradas.
En enero de 2010, Aer Arann y Aer Lingus fundaron Aer Lingus Regional que suponía ceder las bases de operaciones de Aer Arann en Cork y Dublín a la nueva aerolínea.
En octubre de 2010, la compañía de logística británica Stobart Group fue reconocida como la posible compradora con más papeletas de adquirir la aerolínea, anunciándose así mismo que la aerolínea comenzaría a operar en el Aeropuerto de Londres-Southend desde marzo de 2011 a destinos de Irlanda y posiblemente a Francia y abrir una base de operaciones allí.

## Destinos
| Países       | Destinos            | Aeropuertos                                     |
| ------------ | ------------------- | ----------------------------------------------- |
| España       | Málaga              | Aeropuerto de Málaga-Costa del Sol              |
| Francia      | Angers              | Aeropuerto de Angers-Loire                      |
| Francia      | Brest               | Aeropuerto de Brest-Bretagne                    |
| Francia      | Burdeos             | Aeropuerto de Burdeos-Mérignac                  |
| Francia      | Caen                | Aeropuerto de Caen-Carpiquet                    |
| Francia      | Lorient             | Aeropuerto de Lorient-Sur de Bretaña            |
| Francia      | La Rochelle         | Aeropuerto de La Rochelle-Île de Ré             |
| Francia      | Nantes              | Aeropuerto de Nantes Atlantique                 |
| Francia      | París               | Aeropuerto de París-Charles de Gaulle           |
| Francia      | Rennes              | Aeropuerto de Rennes Saint-Jacques (estacional) |
| Irlanda      | Cork                | Aeropuerto de Cork (hub)                        |
| Irlanda      | Donegal             | Aeropuerto de Donegal                           |
| Irlanda      | Dublín              | Aeropuerto de Dublín (hub)                      |
| Irlanda      | Galway              | Aeropuerto de Galway (base)                     |
| Irlanda      | Kerry               | Aeropuerto de Kerry                             |
| Irlanda      | Knock               | Aeropuerto de Knock                             |
| Irlanda      | Shannon             | Aeropuerto de Shannon (base)                    |
| Irlanda      | Sligo               | Aeropuerto de Sligo                             |
| Irlanda      | Waterford           | Aeropuerto de Waterford                         |
| Isla de Man  | Isla de Man         | Aeropuerto de la Isla de Man (base)             |
| Jersey       | Jersey              | Aeropuerto de Jersey (estacional)               |
| Países Bajos | Ámsterdam           | Aeropuerto de Ámsterdam-Schiphol                |
| Países Bajos | Groninga            | Aeropuerto de Groningen Eelde                   |
| Portugal     | Faro                | Aeropuerto de Faro                              |
| Reino Unido  | Aberdeen            | Aeropuerto de Aberdeen                          |
| Reino Unido  | Belfast             | Aeropuerto de la Ciudad de Belfast George Best  |
| Reino Unido  | Birmingham          | Aeropuerto Int. de Birmingham-West Midlands     |
| Reino Unido  | Blackpool           | Aeropuerto Internacional de Blackpool           |
| Reino Unido  | Bournemouth         | Aeropuerto Internacional de Bournemouth         |
| Reino Unido  | Bristol             | Aeropuerto Internacional de Bristol             |
| Reino Unido  | Cardiff             | Aeropuerto Int. de Cardiff                      |
| Reino Unido  | Derry               | Aeropuerto de la Ciudad de Derry                |
| Reino Unido  | Doncaster/Sheffield | Aeropuerto de Doncaster-Sheffield               |
| Reino Unido  | Edimburgo           | Aeropuerto de Edimburgo                         |
| Reino Unido  | East Midlands       | Aeropuerto de East Midlands                     |
| Reino Unido  | Exeter              | Aeropuerto Int. de Exeter                       |
| Reino Unido  | Glasgow             | Aeropuerto de Glasgow Prestwick                 |
| Reino Unido  | Glasgow             | Aeropuerto Int. de Glasgow                      |
| Reino Unido  | Inverness           | Aeropuerto de Inverness                         |
| Reino Unido  | Leeds               | Aeropuerto Internacional de Leeds Bradford      |
| Reino Unido  | Liverpool           | Aeropuerto de Liverpool-John Lennon             |
| Reino Unido  | Londres             | Aeropuerto de la Ciudad de Londres              |
| Reino Unido  | Londres             | Aeropuerto de Londres-Luton                     |
| Reino Unido  | Londres             | Aeropuerto de Londres-Southend                  |
| Reino Unido  | Mánchester          | Aeropuerto de Mánchester                        |
| Reino Unido  | Newcastle upon Tyne | Aeropuerto de Newcastle upon Tyne               |
| Reino Unido  | Newquay             | Aeropuerto de Newquay Cornualles                |
| Reino Unido  | Sheffield           | Aeropuerto de la Ciudad de Sheffield            |
| Reino Unido  | Southampton         | Aeropuerto Int. de Southampton                  |
| Reino Unido  | Teesside            | Aeropuerto Int. de Teeside                      |

* En cursiva los destinos operados para Aer Lingus Regional y FlyBe.

### Códigos compartidos
- Emiratos Árabes Unidos La compañía con sede en Abu Dabi, Etihad Airways, firmó un acuerdo de código compartido con Aer Arann el 15 de enero de 2009, permitiendo a los pasajeros de Galway y la Isla de Man volar a Abu Dabi todo ello bajo código de Etihad, al poner sus números de vuelos en las operaciones de Aer Arann con Dublín.[4] Este acuerdo fue posteriormente ampliado a las rutas de Aer Arann a los aeropuertos irlandeses de Ireland West Airport Knoc y Sligo Airport.

### Alianza conAer Lingus
En febrero de 2010 Aer Lingus anunció que esta iba a trabajar junto con Aer Arann para lanzar una nueva aerolínea filial, Aer Lingus Regional, que sería operada por Aer Arann recabando una parte de los beneficios en Aer Lingus. Aer Lingus no posee accionariado en Aer Arann pero el acuerdo implica que Aer Lingus pueda vender asientos en los vuelos de Aer Arann. Esta acción posibilitará que Aer Lingus pueda ampliar sus operaciones sin necesidad de añadir nuevos aviones, en aeropuertos que además no son capaces de dar servicio a su flota de A320/321. El acuerdo cubre todos los antiguos vuelos de Aer Arann desde Cork así como los nuevos y ya existentes vuelos de Aer Lingus desde Dublín incluyendo Glasgow, Edimburgo, Cardiff y Doncaster. El vuelo inaugural tuvo lugar el 28 de marzo de 2010.

## Flota histórica

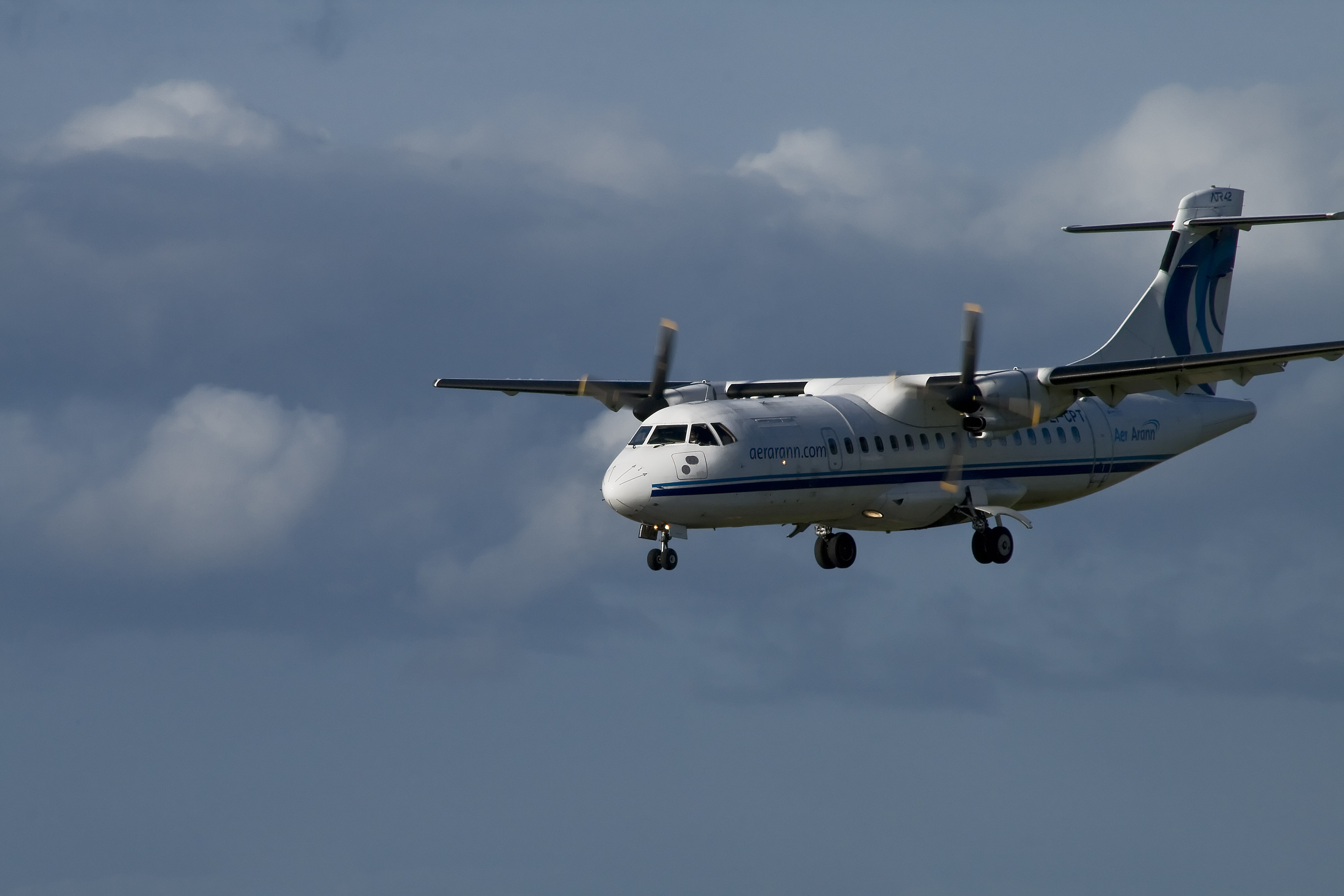
Un ATR 42 en aproximación final a Dublín, con una librea antigua.

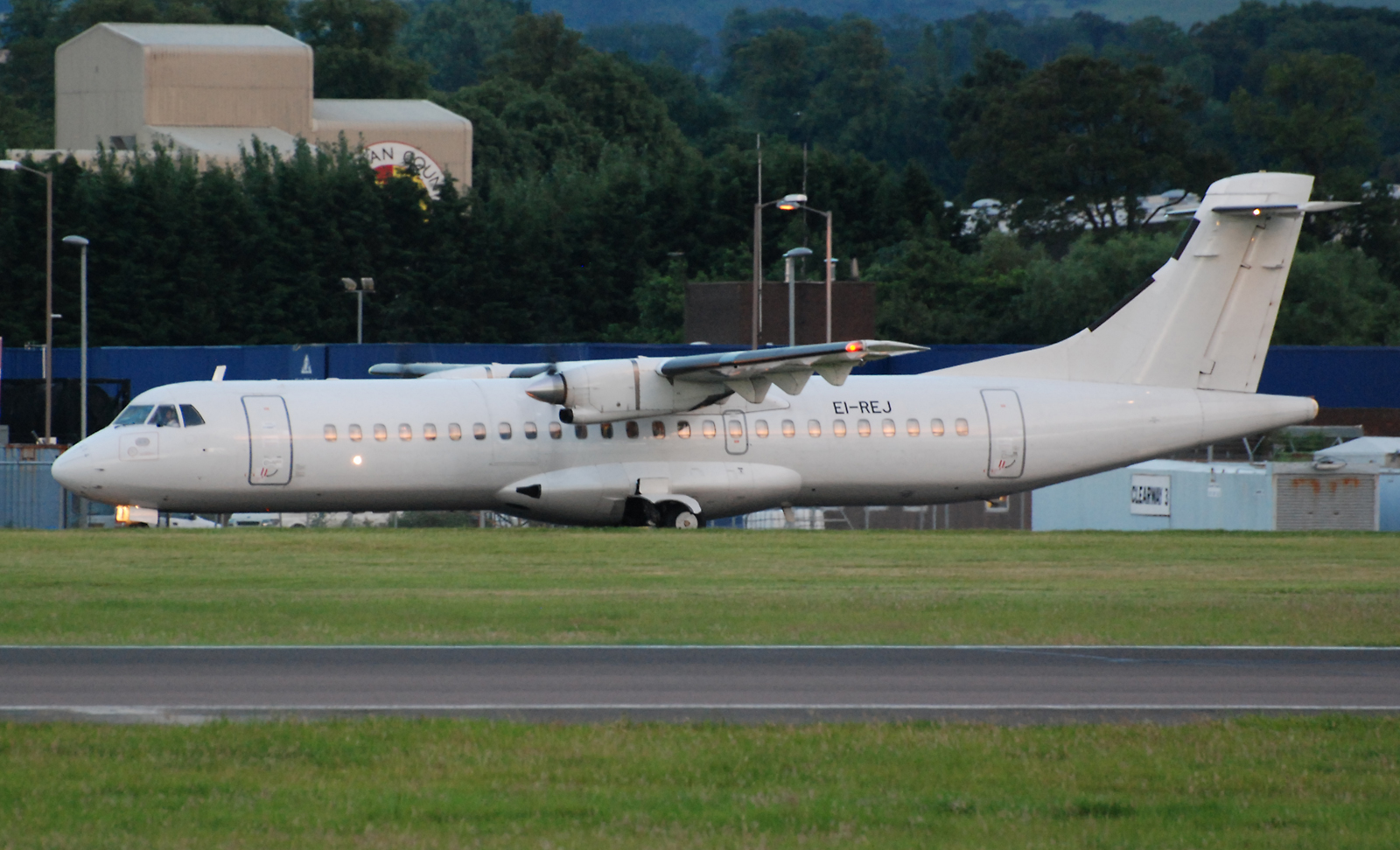
Un ATR72 de Aer Arann totalmente de blanco en el aeropuerto de Edimburgo.

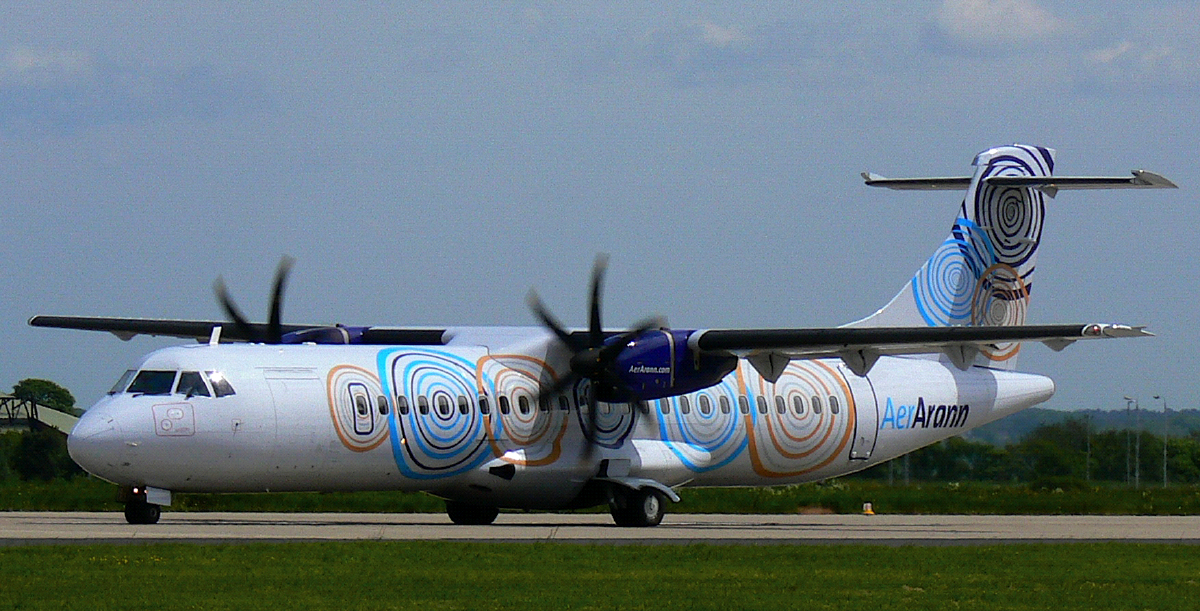
Un ATR 72 en el Aeropuerto de Leeds Bradford, con el nuevo esquema de color.

La flota de Aer Arann se compuso de las siguientes aeronaves:
| Aeronaves               | Total | Introducido | Retirado | Matrículas | Notas                          |
| ----------------------- | ----- | ----------- | -------- | --- | ------------------------------ |
| ATR 42                  | 5     | 2001        | 2014     | EI-CVR, EI-CVS, EI-CPT, EI-EHH y EI-CBK |                                |
| ATR 72                  | 25    | 2002        | 2014     | EI-REJ, EI-REF, EI-REH, EI-REI, OY-RUB, EI-REE, EI-REG, EI-RED, EI-SLL, EI-SLN, EI-SLM, EI-REA, G-BWDA, EI-REB, EI-REL, EI-REM, EI-REN, EI-REO, EI-REP, EI-RER, EI-FAS, EI-FAT, EI-FAU, EI-FAV y EI-FAW |                                |
| BAe 146                 | 1     | 2008        | 2008     | G-TBIC |                                |
| Britten-Norman Islander | 5     | 1970        | 2014     | EI-BBA, EI-BCE, EI-AYN, EI-CUW y EI-AUL | Operados por Aer Arann Islands |
| Dornier 328             | 1     | 2001        | 2001     | G-BWIR |                                |
| Fokker 50               | 2     | 2003        | 2003     | PH-PRH y PH-JXJ |                                |
| Piper PA-23 Aztec       | 2     | 1988        | 1999     | EI-BXP |                                |
| Short 360               | 5     | 1999        | 2001     | EI-CPR, EI-CWG, EI-BPD, G-BLCP y SE-KGV |                                |

### Librea
La actual librea de Aer Arann, introducida en 2007, fue inspirada en los anillos celtas, o trisqueles, en los colores de Aer Arann así como en plata y oro como celebración de la aerolínea. La antigua librea de Aer Arann' se basaba principalmente en un fuselaje blanco, con dos franjas y el logo de la compañía y la dirección de la página web, y unos semicírculos azules en la deriva. Los aviones Islander fueron originalmente pintados de negro, con una franja amarilla y el nombre de la aerolínea en la deriva de la aeronave, sin embargo, actualmente estos aviones están pintados con un esquema de color blanco, todavía conservando el nombre de la aerolínea cerca de la cola.

## Servicios

### Silver Club
Silver Club es el programa de incentivos al pasajero frecuente de Aer Arann. Al contrario que en los programas de viajeros frecuentes, no se obtienen puntos o kilómetros, y es un programa al que solo se puede acceder con invitación. Los beneficios de Silver Club incluyen el acceso a las salas del aeropuerto en Dublín, no indemnizaciones por cambios, un incremento de la capacidad de equipaje hasta los 25 kg, elección prioritaria de asiento y número de teléfono gratuito.

### Servicio a bordo
Aer Arann tiene un programa de venta a bordo ofreciendo sándwiches de la marca Doolittles, patatas, caramelos así como bebidas tanto alcohólicas como no alcohólicas que pueden ser adquiridas en vuelo.

### Acuerdos de patrocinio
Aer Arann es el principal patrocinador en las camisetas del equipo Galway Gaelic Football, y tiene su logo en la parte posterior de las camisetas del equipo Connacht Rugby.